# Valderice
Valderice – miejscowość i gmina we Włoszech, w regionie Sycylia, w prowincji Trapani.
Według danych na rok 2004 gminę zamieszkiwało 11 349 osób, 218,2 os./km².